# Gräberfeld von Rebala
Die Steingräber auf dem Gräberfeld von Rebala (auch Jõelähtme) sind die ältesten Steinkisten Estlands. Sie befinden sich nahe dem Dorf Rebala im Kreis Harju, östlich von Tallinn.
Die Steinkisten (estnisch Kivikirstkalme) stammen aus der späten Bronzezeit, dem 8.–7. Jahrhundert v. Chr. Sie sind den wesentlich jüngeren auf dem Gräberfeld Trullhalsar auf Gotland ähnlich.
Die typische Form stellen die 20–30 cm hohen, kreisrunden Steinsetzungen mit einer sorgfältigen Einfassung aus trocken verlegten Steinfliesen dar. Es gibt auch Steinkreise mit Feldsteinen als Einfassung oder Füllung. Im Zentrum befindet sich oft eine an die menschliche Körpermasse angepasste, gemauerte Steinkiste. Die Anlagen bilden die östlichste Ausprägung der nordischen Bronzekultur.

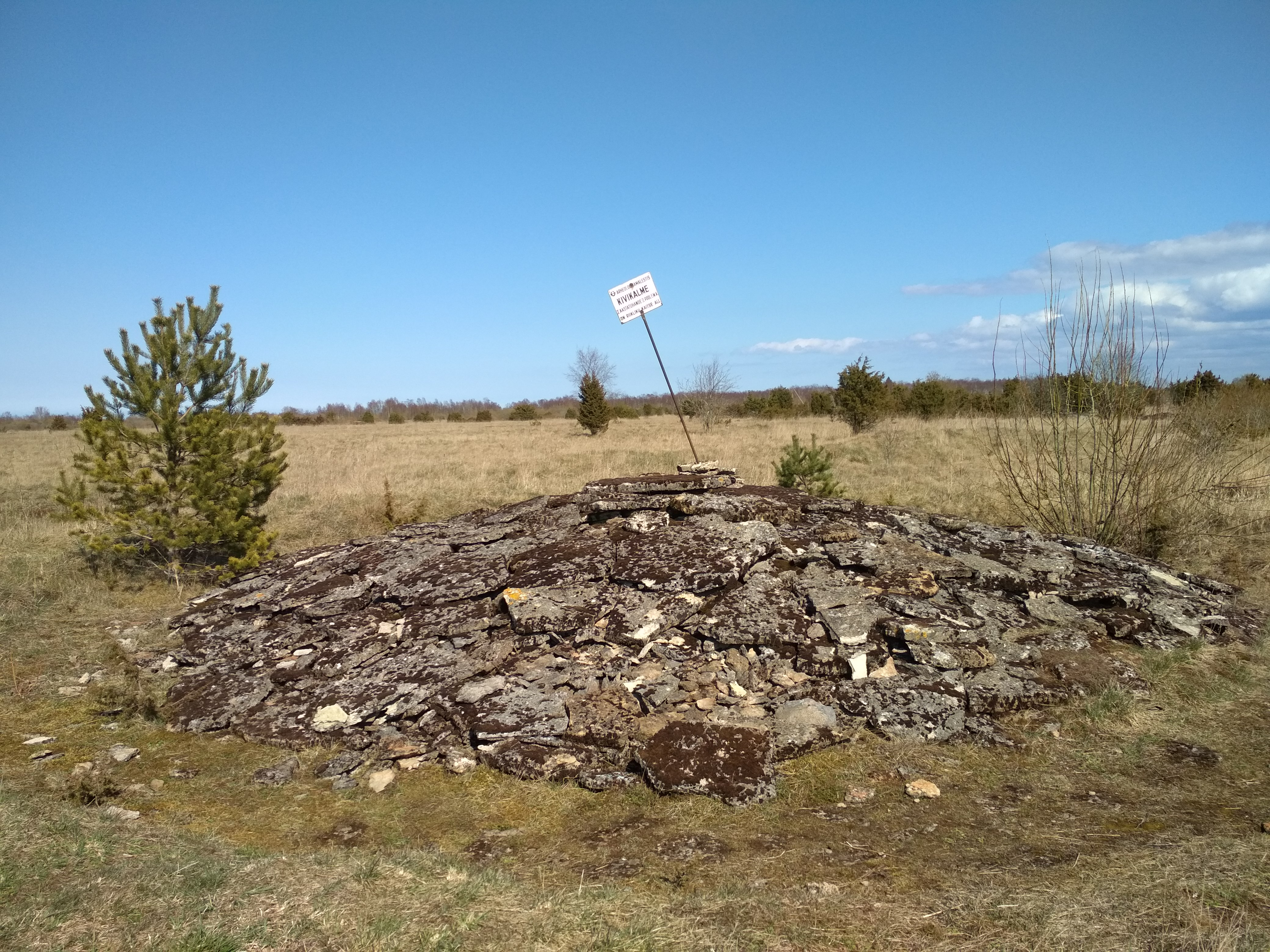
Kiste von Rebala

Im Zusammenhang mit dem Bau der Landstraße fanden unter der Leitung von Ants Kraut in den Jahren 1982 bis 1984 archäologische Ausgrabungen statt, während derer insgesamt 36 Steingräber festgestellt wurden. Die untersuchten Gräber wurden neben die neue Straße versetzt.
Das 1987 geschaffene Denkmalreservat Rebala (estnisch Rebala muinsuskaitseala) am Maardu-See enthält auf einer Fläche von etwa 74 Quadratkilometern über 300 archäologische Hinterlassenschaften, vor allem aus der jüngeren Steinzeit. Es ist eines der bedeutendsten im Baltikum.